# Hamon Group
Pour les articles homonymes, voir Hamon.
Hamon Group (ou Groupe Hamon), est ancienne une entreprise belge fondée en 1904, acteur mondial dans le domaine de l'ingénierie et de la maîtrise d'œuvre de systèmes industriels thermiques et de dépollution des fumées industrielles. L'entreprise fait faillite en 2022, et la plupart de ses actifs sont racheté par le groupe belge John Cockerill.

Initialement présent dans la construction de tours aéroréfrigérantes en France et en Belgique, l'entreprise s'est fortement internationalisée dans les années 1970-1980  et diversifiée dans les années 1980-2010. En 2022, elle compte 42 filiales. En 1997, l'entreprise devient cotée à la Bourse de Bruxelles, mais la direction reste familiale. Hamon est alors un des leaders mondiaux de solutions industrielles sur les marchés de niche suivants :
- Réfrigération, notamment les tours aéroréfrigérantes ;
- Traitement de l'air ;
- Récupération de chaleur

Les principaux clients de Hamon sont des industries : les centrales électriques, la pétrochimie, et les industries lourdes comme la sidérurgie, la verrerie, la cimenterie, l'incinération de déchets, etc.
À partir de 2005, l'entreprise connait des difficultés. Appelée à la rescousse, la Sogepa, le bras financier de la Région wallonne spécialisé dans le redressement d’entreprises, vient en aide à l'entreprise. Elle a apporte cette année-là 5 M€ à l’entreprise. Mais les difficultés continuent de s'accumuler. En 2014, en 2016, 2017, 2019, 2020 et 2021, les actionnaires doivent encore renflouer l'entreprise. La Sogepa continue de soutenir l'entreprise, versant au total 128 M€, devenant ainsi l'actionnaire principal avec 60 % des parts.
Le 26 mars 2021, cotation de est suspendue sur Euronext Brussels à la demande de la société. En avril 2022, l’entreprise Hamon est déclarée en faillite. Sous réserve d’inventaire, la Wallonie aura perdu 91,9 millions dans l’aventure, à travers la Sogepa, l’organisme public chargé des opérations de redéploiement ou de redressement des sociétés en difficulté. 
En juin 2022, le groupe John Cockerill reprend les activités refroidissement du Groupe Hamon en Belgique, France, Arabie Saoudite, Espagne, Corée du Sud, Indonésie et Grande Bretagne. 